# My Last Day
My Last Day és un curtmetratge d'anime cristià del 2011 creat per The Jesus Film Project, amb Barry Cook i STUDIO4°C. La història es desenvolupa a través dels ulls d'un criminal que rep la mateixa sentència de crucifixió que Jesucrist. Es tracta d'un curtmetratge de penediment, penediment i redempció. La pel·lícula està disponible en diverses llengües, entre les quals hi ha el català.

## Resum
Un presoner mira com Jesús és flagel·lat al pati de Pilat. Recorda les ensenyances de Jesús i es pregunta per què estan fent mal a un home innocent. Horroritzat, recorda el seu propi crim.
La multitud al pati crida i demana que Jesús sigui crucificat. El lladre, un altre home i Jesús llavors se'ls lliga a unes bigues i marxen cap a Gòlgota. Arriben i els claven les ungles als canells.
Cada home està penjat d'una creu, els peus clavats a una lleixa de fusta. El lladre afirma que Jesús és el Messies i li demana que el recordi. Jesús li promet que aquell dia estaran junts al paradís. Una fosca tempesta cobreix el turó i Jesús mor. El lladre mor en un tancar i obrir d'ulls i veu Jesús en un lloc preciós.

## Rebuda
Amanda Lago, de GMA News Online of the Philippines, va donar una crítica positiva a la pel·lícula, elogiant-ne l'animació i la fotografia, i afirmava que hi havia "una tendència als plans ajustats: un zoom als ulls dels personatges per mostrar dolor i penediment, i un primer pla d'un clau que es clava a la carn per ressaltar la brutalitat de la crucifixió".